# Mauro Chiabrando
Mauro Chiabrando (Pinerolo, 29 marzo 1932 – Pinerolo, 25 dicembre 2016) è stato un politico italiano, esponente della Democrazia Cristiana e parlamentare europeo.

## Biografia
Nel 1947 ha partecipato al Jamboree della Pace di Parigi con un drappello di Scout pinerolesi guidati da Don Giuseppe Guglielmino.
Esponente della Democrazia Cristiana, è stato consigliere comunale, assessore comunale e vicesindaco della città di Pinerolo.
Assessore Regionale all'Agricoltura del Piemonte fra il 1970 e il 1975, sempre dal 1970 è Consigliere Regionale, rimanendo in carica fino al 1984.
È stato eletto alle elezioni europee del 1984 e poi riconfermato nel 1989, per le liste della DC. È stato vicepresidente della Commissione per la politica regionale e l'assetto territoriale e della Commissione per lo sviluppo e la cooperazione. Conclude il proprio mandato europarlamentare nel 1994.
Muore il giorno di Natale del 2016, all'età di 84 anni.